# Herb Kłajpedy

Herb Kłajpedy

Herb Kłajpedy jest herbem miasta Kłajpeda, na Litwie. Jest również stosowany jako herb gminy Kłajpeda. Nowoczesna wersja została utworzona przez projektanta Kęstutisa Mickevičiusa. Nowoczesny herb został stworzony przez przywrócenie starego herbu z miasta Memel (analogiczne do tych stosowanych w latach 1446, 1605 oraz 1618). Herb został zatwierdzony 1 lipca 1992 roku.